# Landgericht Weidenberg
Das Landgericht Weidenberg war ein von 1812 bis 1879 bestehendes bayerisches Landgericht älterer Ordnung mit Sitz in Weidenberg im heutigen Landkreis Bayreuth.

## Geschichte
Im Jahr 1812 wurde im Verlauf der Verwaltungsneugliederung Bayerns das Landgericht Weidenberg errichtet. Dieses wurde dem Mainkreis zugeschlagen. Es umfasste die Orte des ehemals preußischen Justiz- und Kammeramtes Neustadt am Kulm. 1827 hatte das Landgericht eine Fläche von 1 15⁄16 Quadratmeilen (≙ 110 km²). Es gab 1 Markt, 18 Dörfer und mehrere Weiler und Einzeln mit etwa 4.430 Einwohnern. 1853 hatte Landgericht eine Fläche von 1,664 Quadratmeilen (≙ 90 km²). Es gab 11 Gemeinden mit insgesamt 3.560 Einwohnern.
Anlässlich der Einführung des Gerichtsverfassungsgesetzes am 1. Oktober 1879 wurde das Amtsgericht Weidenberg errichtet, dessen Sprengel aus dem vorherigen Landgerichtsbezirk Weidenberg gebildet wurde und die Gemeinden Birk, Döhlau, Fischbach, Görschnitz, Kirchenlaibach, Kirchenpingarten, Lankendorf, Lienlas, Mengersreuth, Nairitz, Neubau, Oberwarmensteinach, Reislas, Seybothenreuth, Sophienthal, Tressau, Untersteinach, Warmensteinach, Weidenberg und Windischenlaibach umfasste.

## Struktur

### Steuerdistrikte
Im Rahmen des Gemeindeedikts wurde 1812 das Landgericht in sechs Steuerdistrikte untergliedert, die dem Rentamt Bayreuth unterstanden:
- Görschnitz mit Au, Eichleithen, Gossenreuth, Grund, Heßlach, Keilstein und Lochmühle;
- Mengersreuth mit Altenreuth, Fischbach, Kattersreuth, Kolmreuth, Mittlernhammer, Rügersberg, Sandhof, Sophienthal, Waizenreuth und Wildenreuth;
- Seybothenreuth mit Brüderes, Buschmühle, Döberschütz, Draisenfeld, Einzigenhof, Fenkensees, Forst, Hundsmühle, Petzelmühle, Wallenbrunn, Weißenreuth, Windischenlaibach und Würnsreuth;
- Untersteinach mit Böritzen, Döhlau, Görau, Hammer, Hilpertsgraben, Höflas, Kleinmühle, Lankendorf, Saas, Ützdorf und Wölgada;
- Warmensteinach mit Brunnenhaus, Kaltensteinach, Neuhaus, Neuwelt, Neuwerk, Sonnengrün und Zainhammer;
- Weidenberg mit Berghaus, Rosenhammer, Schafhof, Schuhmühle, Stadelhaus und Ziegelhütte.

### Gemeinden
Mit dem Zweiten Gemeindeedikt (1818) wurden elf Ruralgemeinden gebildet:
- Döhlau mit Hilpertsgraben und Höflas;
- Fischbach mit Sandhof;
- Görschnitz mit Au, Eichleithen, Gossenreuth, Grund, Heßlach, Keilstein und Lochmühle;
- Lankendorf mit Ützdorf;
- Mengersreuth mit Kattersreuth, Kolmreuth, Mittlernhammer, Rügersberg und Wildenreuth;
- Seybothenreuth mit Brüderes, Buschmühle, Döberschütz, Draisenfeld, Einzigenhof, Fenkensees, Forst, Petzelmühle, Wallenbrunn, Weißenreuth und Würnsreuth;
- Sophienthal mit Neuhaus und Sonnengrün;
- Untersteinach mit Böritzen, Hammer, Kleinmühle, Saas und Wölgada;
- Warmensteinach mit Brunnenhaus, Kaltensteinach, Neuhaus, Neuwelt, Neuwerk und Zainhammer;
- Weidenberg mit Berghaus, Rosenhammer, Schafhof, Schuhmühle, Stadelhaus und Ziegelhütte;
- Windischenlaibach mit Hundsmühle.

## Weitere Entwicklung
Am 1. Oktober 1857 wurden vom Landgericht Kemnath wurden acht Gemeinden abgegeben:
- Kirchenlaibach;
- Kirchenpingarten mit Eckartsreuth, Flinsberg, Hahnengrün und Muckenreuth;
- Lienlas mit Dennhof, Fuchsendorf, Grub, Herrnmühle, Lienlas und Schmetterslohe;
- Nairitz mit Kellerhut und Weiherhut;
- Neubau mit Fichtelberg, Hüttstadl und St. Veit;
- Oberwarmensteinach mit Fleckl, Geiersberg, Grenzhammer, Hempelsberg, Hütten, Mähring, Schmidleithen, Stechenberg und Wagenthal;
- Reislas mit Langengefäll;
- Tressau mit Kirmsees und Zengerslohe.

Am 1. Oktober 1857 wurden vom Landgericht Pegnitz eine Gemeinde abgegeben:
- Birk mit Eichen, Eichhammer, Eichschlag, Fickmühle, Oberölschnitz, Seidelmühle und Unterölschnitz.